# Jane Jiang
Xiangqian "Jane" Jiang (chino:蒋向前；pinyin: jiǎng xiàng qián) (1955) es profesora de metrología de precisión en la Universidad de Ciencia y Tecnología de Huazhong (HUST) y en la Universidad de Huddersfield. Jiang es la Directora de EPSRC para Fabricación Innovadora en Metrología Avanzada y la Cátedra Renishaw de la Real Academia de Ingeniería en Metrología de Precisión.

## Educación
La revolución cultural del presidente Mao Zedong expulsó a la familia de Jiang de su hogar en Shanghái. En 1970, comenzó su carrera como aprendiz en una línea de producción de autobuses en China, donde logró convertirse en técnica e ingeniera calificada.
Asistió la Universidad de Ciencia y Tecnología de Huazhong, donde completó un Master en 1992. Su trabajo anterior se convirtió en una serie de conferencias para el Colegio Politécnico de Changzhou. Obtuvo su doctorado con la tesis "Teoría y método para la medición de la topografía de superficie curva" en el HUST en 1995.
En 1999, ganó el premio a la mejor tesis doctoral de la década en China. En ese mismo año, el Ministerio de Educación le otorgó una prestigiosa cátedra en Changjiang, a la que siguió el premio a la Científica Joven Destacada del Consejo de la Fundación Nacional de Ciencias Naturales de China. 

## Trayectoria
La investigación de Jiang se centra en el desarrollo de modelos matemáticos para metrología, así como en nuevas ópticas para crear sensores y hardware. En 1994, se incorporó a la Universidad de la City de Londres, y trabajó con el profesor Ken Grattan. Se incorporó también a la Universidad de Birmingham, trabajando con el profesor Kenneth Stout. El grupo se trasladó a la Universidad de Huddersfield en 1997, donde se fundó el Centro de Tecnologías de Precisión. Se convirtió en profesora y jefa del grupo de metrología de superficie en 2003. En 2006, fue invitada a conocer a la reina Isabel II en una celebración que reunía a personas que habían hecho alguna contribución significativa a la vida nacional durante ese tiempo. Ese año, fue nombrada investigadora principal de la Royal Society.
En 2011, organizó en la Royal Society un taller de ingeniería de ultraprecisión que duró dos días. Se convirtió en Directora del Centro Nacional para la Fabricación Innovadora en Metrología Avanzada de la EPSRC. Fue nombrada Presidenta de la Royal Academy Engineering / Renishaw en Metrología de Precisión. El puesto, cuyo mandato es de cinco años, implica investigación inspirada en las demandas de la industria, centrada en la medición y verificación de artículos en el proceso de producción.
En 2016, presentó una conferencia en el EuroScience Open Forum ESOF titulada ¿Los materiales en 2D cambiarán el mundo?. Obtuvo más de 13 millones de libras esterlinas en fondos de investigación. Es miembro de la Real Academia de Ingeniería. En 2017, se convirtió en presidenta del Centro de Metrología Avanzada del Futuro del EPSRC, que maneja un presupuesto de 30 millones de libras, y tiene como objetivo integrar la programación relacionada con la metrología en la cadena de valor de fabricación. Jian es ingeniera colegiada y miembro de la Institución de Ingeniería y Tecnología.
Es miembro de la Royal Society of Arts y Liveryman de la Worshipful Company of Scientific Instrument Makers. Y forma parte del consejo editorial de Nature Light: Science & Applications. Fue nombrada Dama en los Honores del Cumpleaños de la Reina de 2017, que son reconocimientos de la Reina Isabel II a varias órdenes y honores de algunos de los 16 reinos de la Commonwealth para recompensar y destacar el trabajo y obras de los ciudadanos de esos países.

## Premios
- 2006 - Royal Society Wolfson Research Merit Award.[18]
- 2006 - Lloyds TSB Premio al Mejor Logro de una Mujer Asiática.[19]
- 2009 - Miembro del Collège International pour la Recherche en Productique.[1]
- 2010 - China - Uno de los mejores talentos especialistas en ciencia.[7]
- 2012 - Miembro de la Royal Academy of Engineering.[3]
- 2013 - La Worshipful Company of Scientific Instrument Makers le otorgó las Llaves de la ciudad de Londres.
- 2014 - Medalla Sir Harold Hartley.[20]
- 2014 - Premio a la innovación IET 2014 - Tecnología de fabricación.[21]
- 2017 - Dama Comendadora de la Orden del Imperio Británico en los Honores del Cumpleaños de la Reina de 2017.[22]